# Персико, Иньяцио
Иньяцио Камилло Гульельмо Мария Пьетро Персико (итал. Ignazio Camillo Guglielmo Maria Pietro Persico; 30 января 1823, Неаполь, королевство Обеих Сицилий — 7 декабря 1895, Рим, королевство Италия) — итальянский куриальный кардинал, миссионер и капуцин. Титулярный епископ Грацианополиса с 8 марта 1854 по 11 марта 1870. Коадъютор апостольского викария Бомбея с 8 марта 1854 по 19 декабря 1856. Апостольский викарий Лхассы с 19 декабря 1856 по 24 июня 1860. Епископ Саванны с 11 марта 1870 по 25 августа 1872. Титулярный епископ Болины с 23 июня 1874 по 26 марта 1879. Коадъютор епископа Аквино, Соры и Понтекорво с 15 июля 1874 по 26 марта 1879. Епископ Аквино, Соры и Понтекорво с 26 марта 1879 по 5 марта 1887. Титулярный архиепископы Дамиаты с 14 марта 1887 по 16 января 1893. Секретарь по делам Восточных Церквей Священной Конгрегации Пропаганды Веры с 20 марта 1889 по 13 июня 1891. Секретарь Священной Конгрегации Пропаганды Веры с 13 июня 1891 по 30 мая 1893. Префект Священной Конгрегации индульгенций и священных реликвий с 30 мая 1893 по 7 декабря 1895. Кардинал-священник с 16 января 1893, с титулом церкви Сан-Пьетро-ин-Винколи с 19 января 1893.